# ペドロ・トログリオ
ペドロ・アントニオ・トログリオ（Pedro Antonio Troglio, 1965年7月28日 - ）はアルゼンチン・ブエノスアイレス州出身の元サッカー選手、サッカー指導者。現役時代のポジションはミッドフィールダー。

## 経歴

### 現役時代
CAリーベル・プレートでキャリアを始める。リーベルでは、リーグ優勝や、リベルタドーレスカップの優勝を経験。1986年のトヨタカップでも優勝した。
代表ではコパ・アメリカ1989に出場した他、1990 FIFAワールドカップにアルゼンチン代表の一員として出場し、6試合に出場、ソビエト連邦戦ではゴールを挙げた。
イタリアではラツィオ、アスコリ、ヴェローナで4シーズンをセリエA、2シーズンをセリエBでプレーした。ベローナでは代表のチームメートであったクラウディオ・カニーヒアと共にプレーした。
その後1994年アビスパ福岡の前身、当時JFLの藤枝ブルックスに加入、1978 FIFAワールドカップでアルゼンチン代表であったホルヘ・マリオ・オルギン監督の下、1995年のJFL優勝に貢献、このシーズンの°ベストイレブンにも選出された。同年のJFLオールスターサッカーのメンバーに選出され、ウーゴ・マラドーナとのコンビで再三好プレーを見せると、バウタザールの得点をアシストした。
1996年にはJリーグに昇格し、3月23日の名古屋グランパスエイト戦でJリーグ初ゴールを決めるなど、10ゴールを挙げた。
選手生活の晩年は母国で過ごし、クラブ・デ・ヒムナシア・イ・エスグリマ・ラ・プラタで約5年間プレー、最後は4部所属のクラブ・ビジャ・ダルミネで現役を引退した。

### 指導者時代
プリメーラB・ナシオナルのCDゴドイ・クルスで初めて監督を務めるがシーズン途中に退任。2005年3月、不振に喘ぐヒムナシア・イ・エスグリマ・ラ・プラタの指揮官の座に就きクラブをプリメーラ・ディビシオンに残留させることに成功した。翌シーズンのアペルトゥーラではクラブを過去最高タイの2位に導いた。同年6月、ヒムナシアで自身が着けていた背番号である21番がクラブ初の永久欠番に指定された。以降クラブはエストゥディアンテス・デ・ラ・プラタとのダービーマッチでは0-7の大敗を喫するなど再び下降線を辿り、2007年7月に辞任した。しかしファンからの支持は根強く、成績低迷に関する批判はフアン・ホセ・ムニョス会長に向けられた。
同年、ホルヘ・ブルチャガが退任したCAインデペンディエンテの監督に就任したが、翌年3月には成績不振により解任された。セロ・ポルテーニョの監督として2009年のアペルトゥーラを制すると、翌年5月30日にはクラウディオ・ボルギに代わってAAアルヘンティノス・ジュニアーズを率いることになった。2011-12アペルトゥーラでは開幕以来低迷し、2011年9月18日に辞任することを発表した。
2016年3月22日、CAティグレの監督に招聘された。
2019年6月14日、ホンジュラス1部のCDオリンピアの監督に就任。

## 個人成績
| 国内大会個人成績 | 国内大会個人成績 | 国内大会個人成績 | 国内大会個人成績 | 国内大会個人成績             | 国内大会個人成績 | 国内大会個人成績 | 国内大会個人成績 | 国内大会個人成績 | 国内大会個人成績 | 国内大会個人成績 | 国内大会個人成績 |
| 年度             | クラブ           | 背番号           | リーグ           | リーグ戦                     | リーグ戦         | リーグ杯         | リーグ杯         | オープン杯       | オープン杯       | 期間通算         | 期間通算         |
| 年度             | クラブ           | 背番号           | リーグ           | 出場                         | 得点             | 出場             | 得点             | 出場             | 得点             | 出場             | 得点             |
| 日本             | 日本             | 日本             | 日本             | リーグ戦                     | リーグ戦         | リーグ杯         | リーグ杯         | 天皇杯           | 天皇杯           | 期間通算         | 期間通算         |
| ---------------- | ---------------- | ---------------- | ---------------- | ---------------------------- | ---------------- | ---------------- | ---------------- | ---------------- | ---------------- | ---------------- | ---------------- |
| 1994             | 藤枝B            |                  | JFL              | 0                            | 0                | -                | -                | 1                | 0                | 1                | 0                |
| 1995             | 福岡B            | 8                | JFL              | 29                           | 10               | -                | -                | 3                | 1                | 32               | 11               |
| 1996             | 福岡             | -                | J                | 27                           | 10               | 14               | 2                | 1                | 0                | 42               | 12               |
| 通算             | 日本             | 日本             | J1               | 27                           | 10               | 14               | 2                | 1                | 0                | 42               | 12               |
| 通算             | 日本             | 日本             | JFL              | 29                           | 10               | -                | -                | 4                | 1                | 33               | 11               |
| 総通算           | 総通算           | 総通算           | 総通算           | \|\|\|\|\|\|\|\|\|\|\|\|\|\| |                  |                  |                  |                  |                  |                  |                  |

## 代表歴
- 1987年 - 1990年 アルゼンチン代表
  - コパ・アメリカ1989
  - 1990 FIFAワールドカップ (準優勝、6試合1得点)

### 試合数
- 国際Aマッチ 21試合 2得点（1987年-1990年）[11]

| アルゼンチン代表 | 国際Aマッチ | 国際Aマッチ |
| 年               | 出場        | 得点        |
| ---------------- | ----------- | ----------- |
| 1987             | 1           | 0           |
| 1988             | 3           | 1           |
| 1989             | 8           | 0           |
| 1990             | 9           | 1           |
| 通算             | 21          | 2           |